# مقاطعة المحمرة
مقاطعة المحمرة (بالفارسية: شهرستان خرمشهر) هي إحدى مقاطعات إيران وتقع في محافظة خوزستان. مدينة المحمرة هي عاصمة هذه المقاطعة. حسب إحصاءات المركز الرسمي للإحصاءات الإيرانية في 2006 كان يسكن مقاطعة المحمرة 155,224 شخصا وكان عدد المساكن 32,563 مسكنا. تنقسم هذه المقاطعة إلى بلدتين: البلدة المركزية وبلدة مينو. في المقاطعة ثلاث مدن هي المحمرة ومقاومة ومينوشهر.